# 黑顶鹪莺
，是雀形目黑顶鹪莺科的唯一一种鸟类。
黑顶鹪莺体重约36.8克，翼长约81.1毫米，嘴峰长约26.1毫米，喙宽度约4.6毫米，喙厚度约5.3毫米，跗蹠长约31.7毫米，尾长约98.5毫米。黑顶鹪莺在其分布区内为留鸟，其栖息在开放的湖泊、沼泽等湿地环境中，食性为肉食性，主要食物来源是陆生无脊椎动物。

## 亚种
- ：分布于巴拿马东部至哥伦比亚北部。
- ：分布于哥伦比亚东南部至厄瓜多尔东部和秘鲁东南部。
- ：分布于委内瑞拉至圭亚那、亚马逊和巴西东部以及阿根廷东北部。
- ：分布于玻利维亚东部，巴西境内与前者相邻一些地方可能也有本亚种分布[4]。